# Можиці (Влоцлавський повіт)
Можиці (пол. Morzyce) — село в Польщі, у гміні Любень-Куявський Влоцлавського повіту Куявсько-Поморського воєводства.
Населення — 92 особи (2011).
У 1975-1998 роках село належало до Влоцлавського воєводства.

## Демографія
Демографічна структура станом на 31 березня 2011 року:
|          | Загалом | Допрацездатний вік | Працездатний вік | Постпрацездатний вік |
| -------- | ------- | ------------------ | ---------------- | -------------------- |
| Чоловіки | 50      | 17                 | 26               | 7                    |
| Жінки    | 42      | 12                 | 21               | 9                    |
| Разом    | 92      | 29                 | 47               | 16                   |